# Lagerlust
Lagerlust ist eine Polka-Mazurka von Johann Strauss Sohn (op. 431). Das Werk wurde Ende 1887 oder Anfang 1888 erstmals aufgeführt.

## Einzelnachweis
1. ↑  Quelle: Englische Version des Booklets (Seite 102) in der 52 CDs umfassenden Gesamtausgabe der Orchesterwerke von Johann Strauß (Sohn), Hrsg. Naxos (Label). Das Werk ist als achter Titel auf der 38. CD zu hören.